# Spiloconis notata
Spiloconis notata är en insektsart som först beskrevs av Luisa Eugenia Navas 1926.  Spiloconis notata ingår i släktet Spiloconis och familjen vaxsländor. Inga underarter finns listade i Catalogue of Life.